# Неприходящий год
«Неприходящий год» (англ. Unbecoming Age) также известный как «Волшебный пузырь» (англ. The Magic Bubble) — комедия 1992 года режиссёров Альфредо Рингел и Деборы Рингел с Джорджем Клуни, Дайан Сэлинджер и Джоном Кэлвином в главных ролях.

## Сюжет
Скучная и серьёзная домохозяйка Джулия (Дайан Сэлинджер) живёт несчастную взрослую жизнь. Она поддерживает порядок в доме и заботится о семье — дочери, сыне и муже. Муж много работает, пренебрегая семьей, и вечно недоволен женой.
На свой сорокалетний юбилей Джулия получает в подарок флакон с волшебными пузырями, которые помогают исполнить её заветное желание — забыть о возрасте. Домохозяйка превращается в нестареющую счастливую женщину и делает счастливыми всех вокруг — детей, свекровь и даже психотерапевта.

## В ролях
- Дайан Сэлинджер — Джулия
- Джон Кэлвин — Чарльз
- Джордж Клуни — Мак
- Коллин Кэмп — Дебора
- Присцилла Пойнтер — бабушка
- Дон Даймон — Альфредо
- Шера Дениз — Летти
- Николас Гест — Дули

## Критика фильма
Критик Марджери Джонс в своём обзоре на сайте The Movie Archive Review оценила фильм «Неприходящий год» в шесть баллов из десяти. По её мнению, «фантастический элемент в фильме работает хорошо», так что «это милый, неприхотливый маленький фильм, а не Скорсезе».
Кинокритик Тодд Маккарти из Variety оценил фильм негативно: «фантастический элемент… невыносимо скучен», а сценаристы «ограничили свой полёт фантазии там, где могли сделать намного больше». Маккарти сказал, что «сочувствует Сэлинджер» за её способность «оставаться в некоторой степени симпатичной» и согласился, что «актерский состав второго плана украшает фильм». Но «мало кто отнесёт этот фильм к своим звёздным ролям».
Критик Питер Райнер из «Los Angeles Times» резюмировал во вступительном предложении своего обзора: «Комическая предпосылка „Неприходящего возраста“… не имеет ни капли смысла».